# Mitoză

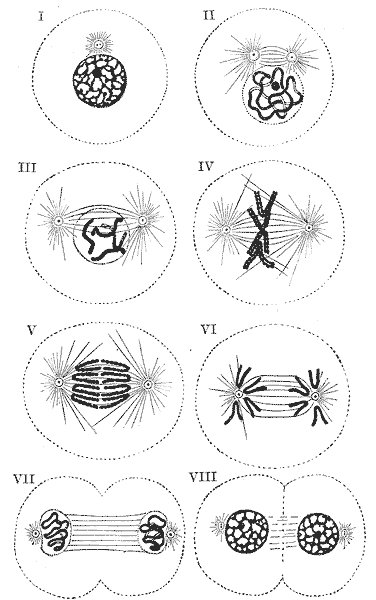
Reprezentarea schematică a mitozei: I - Interfază; II - Profază; III - Prometafază; IV - Metafază; V și VI - Anafază; VII - Telofază; VIII - Citokineză.

Mitoza este etapa ciclului celular prin care se realizează procesul de distribuire egală a materialului genetic al celulei mamă între două celule fiice. În faza S (de sinteză), anterioară mitozei, celula mamă eucariotă și-a dublat cantitatea de material genetic (ADN) astfel încât, prin diviziune celulară, rezultă două celule fiice, identice din punct de vedere genetic atât între ele, cât și cu celula mamă.
Mitoza are semnificația de diviziune celulară caracterizată prin apariția cromozomilor. Sinonim : cariochineză

## Rolul mitozei
- Asigură creșterea și dezvoltarea unui organism;
- Asigură repararea țesuturilor afectate;
- Asigură continuitatea reprezentanților unei specii.

## Fazele mitozei
Mitoza are o durată de aproximativ 1 oră și este împărțită în patru faze sau etape: profaza, metafaza, anafaza și telofaza.

### Profaza
Profaza, prima etapă a mitozei, este caracterizată de trei procese:
- dezorganizarea nucleului cu dispariția membranei nucleare și a nucleolului;
- evidențierea cromozomilor bicromatidici prin condensarea cromatinei nucleare. Cele două cromatide sunt identice din punct de vedere al informației genetice continute, motiv pentru care se numesc cromatide surori. Fiecare cromatidă este formată dintr-o moleculă de ADN asociată cu un mare număr de proteine ce participă la procesul de condensare.
- diviziunea centrozomului cu formarea a doi centrozomi, fiecare constituit din doi centrioli. Centrozomii se deplasează la polii opuși ai celulei.

### Metafaza
Metafaza, a doua etapă a mitozei, este caracterizată de:
- formarea fusului de diviziune între cei doi centrozomi, fiecare aflat la unul din polii celulei. Fibrele fusului de diviziune sunt microtubuli formați din tubulina α și β.
- accentuarea condensării cromozomilor.
- atașarea cromozomilor la fibrele fusului de diviziune prin intermediul kinetocorilor, structuri perechi aflate la nivelul centromerului fiecarui cromozom. Fiecare din cei doi kinetocori fixează fibre venind doar de la unul din polii celulei. Cromozomii se aliniază în regiunea centrală a celulei, formând placa ecuatorială (cromozomi dispuși într-un singur plan, perpendicular pe axa longitudinală a fusului de diviziune).

O etapă intermediară între profază și metafază este diferențiată de unii cercetători, etapă numită prometafază. În această etapă cromozomii sunt despiralizați, atașați la fibrele fusului de diviziune, dar nu formează încă placa metafazică.

### Anafaza
Anafaza este a treia etapă a mitozei. În această etapă are loc clivarea longitudinală a centromerului fiecărui cromozom și separarea cromatidelor surori. Fiecare cromatidă migrează spre unul din polii fusului de diviziune astfel încât la fiecare pol al celulei se va regăsi câte un set diploid de cromozomi monocromatidici.

### Telofaza
Telofaza este a patra etapă a mitozei. În cadrul ei au loc urmǎtoarele fenomene: gruparea la polii opuși ai celulei a seturilor omoloage de cromozomi, dezorganizarea fusului de diviziune, decondensarea treptată a cromozomilor, reorganizarea, în jurul cromozomilor, a membranei nucleare și reorganizarea nucleolilor.

### Citochineza
Mitoza este urmată de citochineză, etapă în care are loc separarea celulelor fiice prin formarea unei gâtuituri sau șanț în regiunea centrală a celulei, într-un plan perpendicular pe axul fusului de diviziune. Șanțul, format dintr-un inel de proteine contractile, va separa complet, în final, cele două celule fiice.